# Asparn an der Zaya (Herrschaft)
Die Herrschaft Asparn an der Zaya war eine Grundherrschaft im Viertel unter dem Manhartsberg im Erzherzogtum Österreich unter der Enns, dem heutigen Niederösterreich.

## Ausdehnung
Die Herrschaft umfasste zuletzt die Ortsobrigkeit über Ameis, Asparn an der Zaya, Garmanns, Grafensulz, Herrnleis, Hobersdorf, Olgersdorf, Patzenthal, Schlez und Siebenhirten. Der Sitz der Verwaltung befand sich im Schloss Asparn.

## Geschichte
Letzter Inhaber der Fideikommissherrschaft war der Kämmerer August Breuner-Enckevoirt, der auch in Staatz, Stübing, Rabenstein, Grafenegg und Neuaigen begütert war. Im Zuge der Reformen 1848/1849 wurde die Herrschaft aufgelöst.